# Incursions israéliennes en Cisjordanie pendant la guerre de Gaza
Guerre à Gaza depuis 2023
Batailles
Chronologie
- 2023
- 2024

Engagements militaires
- Attaque du Hamas contre Israël
  - Réïm
  - Sdérot
  - Sufa
  - Zikim
- Guerre Israël-Hezbollah
  - Invasion israélienne du Liban
- Invasion israélienne de la bande de Gaza
  - Beit Hanoun
  - Siège de Gaza
    - Hôpital Al-Shifa
    - Shuja'iyya

  - Khan Younès
- Incursions israéliennes en Cisjordanie
- Rafah

Attaques et massacres
- Festival de musique de Réïm
- Netiv HaAsara
- Alumim
- Be'eri
- Ein Hashlosha
- Holit
- Kfar Aza
- Kissoufim
- Nahal Oz
- Nir Oz
- Nirim
- Nir Yitzhak
- Camp de Jabaliya
  - Attaque du 31 octobre
- Al-Shati
- Tour Hajji
- Évacuations de Gaza
- Poste de frontière d'Erez
- Hôpital Al-Ahli Arabi
- École de l'UNRWA
- Église Saint-Porphyre
- Convoi médical d'Al-Shifa
- Camp d'Al-Maghazi
- École Al-Buraq
- Massacre de la farine
- Tel al-Sultan

Débordement
- Implication des Houthis
  - Attaques de Taba et Nuweiba
  - Détournement du Galaxy Leader
  - Opération Gardien de la prospérité
  - Attaque du Maersk Hangzhou
  - Frappes au Yémen
  - Opération Aspides
- Attaques des bases américaines au Proche-Orient
  - Tour 22
  - Bombardements du 3 février 2024
- Assassinat de Saleh al-Arouri
- Conflit Iran-Israël
  - Damas
  - Bombardements d'avril 2024
  - Bombardements d'octobre 2024

Voir aussi
- Crise humanitaire
- Enlèvements
- Blocus de la bande de Gaza
- Crimes de guerre
- Pertes humaines
- Évacuations
  - Nord de la bande de Gaza
- Couverture médiatique
- Réactions internationales
- Manifestations
- Anti-palestinisme
- Islamophobie
- Antisémitisme

Les incursions israéliennes en Cisjordanie pendant la guerre de Gaza font références aux multiples incursions terrestres, parfois accompagnées de frappes aériennes, des forces israéliennes dans plusieurs villes palestiniennes et camps de réfugiés en Cisjordanie, notamment Jénine, Naplouse et Tulkarem.
Israël indique que ces opérations ont pour but d'empêcher les groupes armées Palestiniens de s'organiser militairement en Cisjordanie. En parallèle, l’État israélien accentue sa politique de colonisation des territoires palestiniens et de déplacement forcé de populations.  
Au moins 911 Palestiniens (civils et combattants) ont été tués par Israël entre octobre 2023 et mars 2025,,, dont plus de 200 enfants. En outre, plus de 5 768 Palestiniens ont été blessés au cours de la même période, dont environ 830 enfants. Tsahal a arrêté plus de 17 000 Palestiniens (avril 2025) ; au moins 50 de ces détenus sont morts en « raison de conditions inhumaines et de mauvais traitements ». Selon un rapport de Médecins sans frontières, 2023 est l’année la plus meurtrière de l’histoire pour les Palestiniens de Cisjordanie.
Peu après l'accord de cessez-le-feu entre Israël et le Hamas en 2025, Benyamin Netanyahou lance une opération militaire nommée « Mur de fer ».

## Contexte
Les tensions et les violences entre les forces militaires israéliennes et les colons en Cisjordanie s’intensifient bien avant le début de la guerre à Gaza. Selon l’ONU, 2022 est l’année la plus meurtrière jusqu’alors jamais enregistrée pour les Palestiniens de Cisjordanie.
Le gouvernement de Benyamin Netanyahou a mis en œuvre une « stratégie visant à concrétiser la vision politique d'un exercice d'une pleine souveraineté israélienne sur la Cisjordanie », indique l'organisation de défense des droits humains israélienne Yesh Din. Le gouvernement a accru la protection militaire, le soutien financier et matériel accordé aux colons, tout en leur garantissant une impunité presque totale lors de leurs attaques contre des villages palestiniens.
À partir de juillet 2023, l'armée israélienne recourt aux bombardements aériens et, au sol, envoie des bulldozers blindés, provoquant des destructions considérables. 
Des chiffres publiées jusqu’en septembre 2023 représentent déjà l’année comme étant la plus meurtrière de l’histoire pour les enfants de Cisjordanie.

## Incursions à Jénine

### Affrontements d'octobre 2023
Le 14 octobre 2023, Israël lance une invasion de la ville, tuant plusieurs personnes,,. Le 22 octobre 2023, les forces militaires israéliennes bombardent une mosquée de Jénine, affirmant qu'elle était utilisé comme lieu de stockage d'armes, tuant au moins deux Palestiniens.
Ayser Mohammad Al-Amer, un haut commandant du Jihad islamique palestinien, est tué lors d'un affrontement avec Tsahal dans le camp de réfugiés de Jénine, selon un rapport publié le 27 octobre.
Le 30 octobre, les forces israéliennes attaquent de nouveau la ville et engagent des combats, au cours desquels deux Palestiniens auraient été tués.

### Raids de novembre 2023
Le 17 novembre, Tsahal engage des affrontements avec des militants des brigades Al-Qods et des brigades des martyrs d'Al-Aqsa à Jénine pendant plusieurs heures. Cet affrontement entraîne la mort de cinq personnes, dont trois combattants du Hamas et deux civils,
Un autre affrontement a lieu le 29 novembre à Jénine, entraînant la mort de quatre Palestiniens, dont deux enfants, Basel Abu Al-Wafa (14 ans) et Adam Al-Ghool (8 ans), abattus par les forces israéliennes. Des images de vidéosurveillance montrent Basel Abu Al-Wafa, abattu de plusieurs balles, tandis qu'Adam Al-Ghool est tué d'une balle dans la tête,.
Un jeune de 17 ans aurait été tué par balle par Tsahal dans l'enceinte de l'hôpital Khalil Suleiman, près du camp de réfugiés de Jénine, selon les témoignages de Médecins sans frontières.

### Raids de décembre 2023
Le 5 décembre, des affrontements font cinq blessés palestiniens. Le 6 décembre, un violent affrontement avec Tsahal entraîne la mort d'un adolescent manifestant et deux autres blessés. Le 12 décembre, cinq Palestiniens sont tués, tandis qu'un autre homme décède plus tard dans la journée. Le 13 décembre, un manifestant palestinien est tué et deux autres personnes (ainsi qu'un enfant) sont blessés par des tirs israéliens.
Le 14 décembre, douze Palestiniens sont tués, dont un adolescent non armé tué dans un hôpital selon Médecins sans frontières, et des dizaines de personnes sont détenues par l'armée israélienne. Celle-ci déclare avoir détruit des laboratoires servants a fabriquer des bombes et un tunnel. Une mosquée est profanée par des soldats durant l'opération. Les troupes israéliennes ont empêché les ambulances d'entrer dans le camp pour évacuer des patients gravement malades selon le Croissant-Rouge palestinien.
22 décembre, une soldate israélienne abat un Palestinien qui tentait de déplacer sa voiture. Les raids du 24 décembre à Jénine et dans plusieurs autres régions de Cisjordanie aboutissent à plus de dix arrestations. Au moins dix maisons sont perquisitionnées le 25 décembre.
À la mi-décembre, un total de 69 Palestiniens, dont quinze enfants, ont été tués à Jénine depuis le 7 octobre. Plusieurs centaines de personnes ont par ailleurs été arrêtées et envoyées sans procès dans des prisons israéliennes. Dans certaines rues de la ville, l'ensemble des hommes ont été arrêtés. Les routes ont été complètement détruites, ainsi qu'une grande partie des infrastructures, par les bulldozers israéliens.

### Raids de janvier 2024
Une douzaine de raids sont signalés le 2 janvier, avec une violente incursion à Jénine et de violents affrontements à Azzun, entraînant la mort de quatre Palestiniens. Des raids sont signalés à Ya'bad le 5 janvier, faisant un blessé de onze ans. Selon un médecin qui décrit une frappe de drone le 7 janvier, « un homme a été décapité. Il semble que le missile l'ait touché directement. D'autres ont eu des membres sectionnés ».
Toutes les entrées de Jénine auraient été bloquées le 9 janvier. Selon le président du comité de haut niveau de Jénine, Israël a détruit des rues, des poteaux électriques, des conduites d'eau et un monument en hommage à Shireen Abu Akleh. L'association caritative britannique Action Around Bethlehem Children with Disability a été endommagée par les forces israéliennes. Le 13 janvier, des soldats israéliens encerclent l'hôpital al-Amal et fouillent les ambulances. Un jeune homme est tué lors d'un raid et son frère est arrêté le 25 janvier. La destruction de ronds-points par Tsahal est capturé par des images de vidéosurveillance le 28 janvier. Trois jeunes hommes auraient été roués de coups par les troupes israéliennes lors d'un raid sur Ya'bad le 29 janvier. Le 30 janvier, trois Palestiniens, qualifiés de combattants par Tsahal, sont assassinés dans un hôpital de Jénine par des commandos israéliens portant des uniformes médicaux,. Les hommes auraient été tués dans leur lit pendant leur sommeil. Selon certaines analyses juridiques, ces actions peuvent constituer un crime de guerre.

### Raids de février 2024
Deux jeunes hommes d'une vingtaine d'années sont hospitalisés après avoir été battus pendant plusieurs heures par des soldats israéliens et abandonnés dans une oliveraie. Un raid le 13 février 2024 détruit des infrastructures, notamment des réseaux d'eau, d'égouts ainsi que le réseau Internet. Un jeune homme est tué par les forces israéliennes le 13 février, après avoir empêché l'arrivée du personnel médical déployé pour lui porter secours. Des affrontements sont signalés à Qabatiya après la destruction de biens privés d'habitants par Tsahal. Selon la radio militaire israélienne, trois Palestiniens sont tués lors d'un raid aérien le 20 février; un homme de 25 ans est également tué le 21 février. Une frappe le 22 février fait un mort et quinze blessés ; deux autres mourront des suites de leurs blessures les jours suivants,.
Les forces israéliennes placent le village de Jalbun sous contrôle militaire après des affrontements lors de démolitions de cabanes palestiniennes par Tsahal.

### Raids de mars 2024
Un garçon de 18 ans décède des suites de blessures par balle à la tête le 5 mars. Deux personnes sont tués lors d'un raid le 12 mars. Les forces israéliennes ouvrent le feu sur l'hôpital gouvernemental de Jénine et tuent deux civils se trouvant devant le service des urgences (plusieurs autres sont blessés). Une frappe aérienne israélienne tue trois Palestiniens, dont deux membres Jihad Islamique le 21 mars ; il s'agit de la seconde frappe aérienne en moins d'un mois. À la suite de cette frappe, un homme accusé d'espionnage pour le compte d’Israël aurait été exécuté par des combattants palestiniens. Sept autres Palestiniens sont tués au cours de la journée par l'armée israélienne.

### Raids de l'été 2024
Les autorités déclare qu'un enseignant et un médecin, ainsi que deux adolescents, figurent parmi les sept personnes tuées le 21 mai 2024. Le Croissant-Rouge palestinien publie des images montrant des troupes israéliennes empêchant les médecins de transporter une personne blessée. Selon le Defence for Children International, des tireurs d'élite israéliens ont tué deux garçons de 15 ans et a appelé les États-Unis à cesser de fournir des armes utilisées pour tuer des enfants. Des images vérifiées du raid montrent également des forces israéliennes maltraitant des hommes palestiniens dévêtus.
À la mi-juin 2024, les forces israéliennes auraient battu un jeune homme de Jénine jusqu'à ce qu'il perde connaissance.
Israël lance une opération de grande envergure à Tulkarem et à Jénine (en) le 28 août, impliquant des centaines de soldats de Tsahal,,. En dix jours, au moins quarante personnes sont tuées. Des journalistes qui essayaient de couvrir l'offensive ont été visés par des snipers israéliens, faisant plusieurs blessés.

### Raid de janvier 2025
L'armée israélienne lance une offensive sur Jénine le 21 janvier 2025. Elle coupe l'électricité et ordonne aux d'habitants de quitter la ville. Le ministre israélien Bezalel Smotrich, considéré comme le gouverneur de facto de la Cisjordanie, précise qu'il s'agit d'une « opération à long terme contre les terroristes et leurs instigateurs, afin de protéger les colonies et les colons et d'assurer la sécurité d'Israël ». Il annonce aussi que 2025 serait l’année de « l’application de la souveraineté israélienne » sur la Cisjordanie occupée, mettant ainsi fin à « la menace d’un État palestinien ». Le Haut-Commissariat de l'ONU aux droits de l'homme dénonce, le 24 janvier, l'usage par Israël « de méthodes de guerre » et « le recours illégal à la force létale » à Jénine. L’institution confirme qu’au moins 12 Palestiniens ont été tués et 40 blessés par l'armée israélienne dans cette offensive, et précise que « la plupart d’entre eux n’étant apparemment pas armés ». Au-delà de Jénine, toute la Cisjordanie subit un durcissement de l’occupation militaire avec l'installation de nouvelles barrières sur les routes palestiniennes, isolant les villes les unes des autres.

### Incursion de février 2025
Le 23 février 2025, des char israélien entre à Jénine, une première depuis la seconde intifada en 2005. Le Secrétaire général des Nations unies s'est dit « gravement préoccupé » par la situation en Cisjordanie.
Tsahal revendique avoir tué deux « terroristes » à Misilyah, un village proche de Jénine, le 16 avril 2025.

### Avril 2025
Le 17 avril, les Brigades Al-Qods annonce avoir ciblés et endommagé un véhicule de l'armée d'occupation israélienne à l'aide d'un engin explosif.

### Mai 2025
Le 10 mai, les Brigades Al-Qods annonce avoir pris pour cible des soldats israéliens à un point de passage à Jénine entraînant des « pertes ennemis confirmées ». L'attaque a été menée en réponse à l'assassinat de Nour Al-Bitawi, commandant du bataillon de Jénine, tué un jour auparavant dans une maison de la ville de Naplouse,.
Le 21 mai, une délégation d'une vingtaine de diplomates à été visé par des tirs de sommations de la part de soldats israéliens. Selon l'armée israélienne, les tirs sont survenus après que la délégation est « dévié de l’itinéraire approuvé et est entrée dans une zone interdite ».

## Incursions à Tulkarem

### Octobre 2023
Les forces israéliennes commencent à envahir la ville à trois heures du matin le jeudi 19 octobre 2023, et les opérations sont particulièrement concentrées dans le camp Nur Shams, dans des quartiers de la ville et dans camp de Tulkarem.
Au début de l’invasion, Israël utilise plusieurs bulldozers militaires pour détruire les rues et les infrastructures à l’intérieur et autour de Nur Shams. Les autorités arrêtent un groupe de Palestiniens et prennent le contrôle d'un groupe de maisons palestiniennes dans les quartiers de la ville.
Environ 12 heures après le début de l'invasion, Israël déploie des hélicoptères militaires chargés de missiles comme couverture aérienne dans le ciel de la ville pour la première fois depuis la seconde Intifada palestinienne. Israël tue également un groupe de Palestiniens dans le camp Nur Shams avec un drone suicide,.
Les brigades Izz ad-Din al-Qassam déclarent avoir ciblé avec des engins explosifs les forces israéliennes pénétrant dans le camp de Tulkarem, revendiquant des victimes israéliennes confirmées. Selon un groupe des brigades Al-Qods du bataillon de Tulkarem, ses membres ont fait feu sur les forces d'infanterie israéliennes et les tireurs d'élite à l'intérieur du camp de Tulkarem, dénombrant des victimes. L'armée israélienne annonce la mort de l'un de ses officiers. Neuf de ses soldats sont blessés à la suite de l'explosion d'un engin explosif palestinien dans le camp de Nur Shams. Les soldats blessés sont transférés à l'hôpital israélien Meir.
Les explosions se poursuivent dans la ville à l'aube et dans la matinée du 20 octobre 2023, la brigade de Tulkarem annonce qu'un certain nombre d'autres bataillons et groupes armés palestiniens ont pu atteindre la ville pour soutenir les forces palestiniennes.
Le 20 octobre 2023, à sept heures du matin, heure de Palestine, les forces israéliennes se retirent de la ville et de ses deux camps après une invasion qui dura 30 heures consécutives, causant d'importantes destructions aux infrastructures, aux routes et aux bâtiments et la destruction des réseaux d’électricité, d’eau et des lignes Internet.
Le ministère palestinien de la Santé annonce 13 Palestiniens tués, dont 5 enfants, « lors du massacre commis par l'armée d'occupation ». Les morts et les blessés sont transférés à l'hôpital gouvernemental de Thabet dans la ville,,.

### Novembre 2023
Le 2 novembre, un soldat israélien roulant à bord d'un véhicule civil tombe dans une embuscade tendue par des militants des brigades al-Qassam à Beit Lid, au cours duquel il est abattu. La voiture est ensuite piégée par un engin improvisé et explose lors d'une inspection de la scène par des soldats israéliens, tuant l'un d'entre-eux.

### Décembre 2023
Cinq personnes sont tués le 17 décembre. À la suite de cette attaque, les ambulances échouent à atteindre les blessés et des ambulanciers sont arrêtés. Le 20 décembre 2023, les forces israéliennes attaquent la ville d'Attil. Le 23 décembre, des bulldozers entrent dans Tulkarem et des affrontements sont signalés entre les forces palestiniennes et israéliennes. Le 24 décembre, des explosifs artisanaux auraient été utilisés contre Tsahal. Plus de 100 véhicules de l'armée israélienne attaquent Nur Shams le 25 décembre. Une frappe nocturne de drone est signalée le 27 décembre, un ambulancier déclarant avoir trouvé des corps « d'hommes gisant partout »,.

### Janvier 2024
Cinq personnes sont blessées lors d'un raid le 3 janvier 2024, dont une personne touchée par une balle, trois personnes battues par des soldats israéliens et une personne percutée par une jeep de Tsahal. Un raid de quarante heures sur Nur Shams s'achève le 4 janvier, avec plus d'une douzaine de blessés à la suite de passages à tabac de la part de soldats. 500 personnes auraient été interrogées.
Le chef du comité des services du camp de Tulkarem condamne le meurtre de trois jeunes hommes après la diffusion d'une vidéo montrant plusieurs soldats israélien écrasant le corps d'un jeune homme après l'avoir abattu. Un raid de sept heures sur Nur Shams a lieu le 12 janvier, entraînant de nombreux dommages aux infrastructures vitales. Un adolescent est battu à mort par des soldats israéliens le 13 janvier.
Neuf personnes sont tuées lors d'un raid le 17 janvier. Le raid aurait duré plus de quarante heures, avec des maisons et des infrastructures détruites et un grand nombre d'hommes arrêtés. Tsahal a échangé des tirs avec des combattants locaux et découvert des routes piégées par des explosifs, endommageant les conduites d'électricité et d'eau le 30 janvier,.

### Février 2024
Un jeune homme reçoit une balle dans la poitrine lors d'un raid israélien sur Kafr Jammal le 3 février. Deux hommes sont tués à Nur Shams le 7 février. Selon le chef du comité populaire de Nur Shams, depuis le 7 octobre, les forces israéliennes ont mené 17 raids, tué 23 jeunes hommes, détruit 35 maisons, déplacé 800 habitants et endommagé des routes, des réseaux d'égouts, d'eau et d'électricité.
Le 18 février 2024, l’armée israélienne tente d'arrêter Mohammed Oufi, un cadre des brigades des Martyrs d’Al-Aqsa (Fatah), qui meurt lors d'un échange de feu. Deux autres Palestiniens sont tués,,.

### Mars 2024
Deux hommes sont tués par les forces israéliennes lors d'un raid le 12 mars. Israël lance un raid le 21 mars, des témoins déclarant qu'il s'agit de « la nuit la plus violente connue en termes de destructions ». Selon la Croissant-Rouge palestinien, quatre personnes sont tuées lors d'un raid israélien sur Nur Shams.

### Avril 2024
Des sources médicales à Nur Shams déclarent qu'un homme a été touché au menton et au cou par un tireur isolé israélien alors qu'il filmait un raid militaire sur le camp. Des destructions sont signalées à la suite d'un raid israélien fin avril, le Croissant-Rouge palestinien faisant état de 14 morts.

### Depuis mai 2024
Trois jeunes hommes d'une vingtaine d'années auraient été tués lors d'un raid nocturne le 16 mai. En juillet 2024, des responsables palestiniens déclarent que cinq personnes ont été tuées par les troupes israéliennes lors d'un raid,.

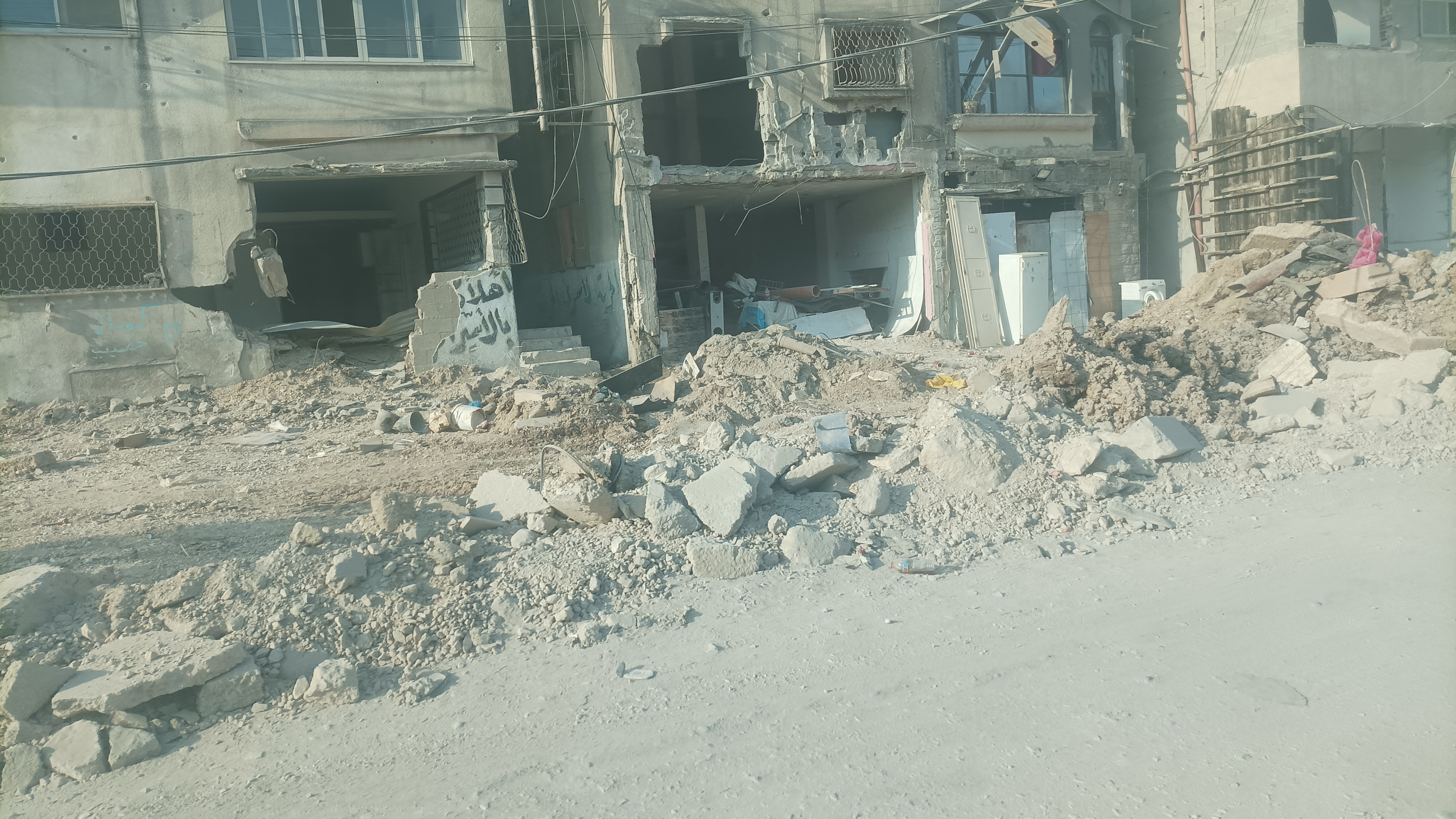
Destructions causées par Tsahal à Tulkarem en juillet 2024.

Israël lance une opération de grande envergure à Tulkarem et à Jénine (en) le 28 août, impliquant des centaines de soldats de Tsahal,,.

## Raids et autres incursions

### Ramallah
Le 12 octobre, un groupe de soldats israéliens et de colons déshabillent un groupe d'hommes à Ramallah, leur urinant dessus, les brûlant avec des cigarettes et agressant sexuellement un homme. Cinq personnes sont blessées lors d'un raid à Ramallah. Le 5 janvier 2024, un adolescent est tué par balle à Bani Zeid. Un médecin local s'est fait arrêter en ayant les yeux bandés lors d'un raid le 7 janvier. Un médecin et une infirmière sont arrêtés le lendemain. Les forces israéliennes ont employé des gaz toxiques lors d'un raid à Beit Rima le 28 janvier.
Le 7 février, les forces israéliennes entrent par effraction dans la maison d'une Américaine à Silwad, au cours duquel elle est arrêtée à la suite de publications sur les réseaux sociaux. Un adolescent aurait été tué d'une balle dans la tête par les forces israéliennes le 10 février. Six enfants auraient été arrêtés à Aboud le 20 février; deux autres âgés dix ans sont arrêtés deux jours plus tard. Le corps d'un garçon de treize ans de Jalazone est retrouvé mort près d'une barrière de séparation vers Beit El, une colonie israélienne. Un adolescent est abattu par les forces israéliennes le 2 mars à Kafr Ni'ma; un autre âgé de 13 ans est également tué le lendemain. Un manifestant de 16 ans est tué par balle le 4 mars 2024. En juin 2024, les forces israéliennes attaquent Kafr Ni'ma, tuant quatre personnes et en blessant quatre autres. Un garçon de 12 ans est mort après avoir été abattu par les forces israéliennes en juin 2024.

#### Meurtre de Tawfiq Ajaq
Le 19 janvier, les forces israéliennes tuent un adolescent américain à Al-Mazra'a ash-Sharqiya,. Le Bureau américain des affaires palestiniennes demande une enquête sur la mort du garçon. Le Département d'État américain déclare : « Nous nous efforçons de comprendre les circonstances de l'incident [et] avons demandé des informations supplémentaires au gouvernement israélien ». Selon le porte-parole du Conseil de sécurité nationale, la Maison Blanche est « sérieusement préoccupée par ces informations ». Le Département d'État demande une « enquête urgente » le 22 janvier.

### Hébron
Une enquête est ouverte le 6 décembre après le tir par balles de soldats israéliens sur un handicapé mental à Hébron. Un représentant pharmaceutique de 28 ans est abattu par des soldats à Beit Einun après avoir emprunté une route dont il ignorait sa fermeture,. Le 21 décembre, les forces israéliennes attaquent plusieurs zones des territoires palestiniens, notamment Halhul, Surif et Shuafat. Le 27 décembre, le Croissant-Rouge palestinien signale que trois personnes ont été blessées lors d'un raid Tsahal à Hébron.
Le 29 décembre, les forces israéliennes attaquent et tirent sur des bergers palestiniens dans la région de Masafer Yatta. Des habitants sont blessés le lendemain par des balles en caoutchouc et des gaz lacrymogènes. Le 30 décembre, le gouverneur du gouvernorat d'Hébron déclare que la ville est bouclée par Tsahal depuis le 7 octobre. Des raids sont signalés à Arroub le 5 janvier.
Le 13 janvier, les forces israéliennes abattent trois adolescents près d'Adora (en). Plus tard, les troupes attaquent la maison familiale des garçons concernés à Hébron, à l'aide de gaz lacrymogènes, bombes assourdissantes et balles en caoutchouc. Le 15 janvier, un jeune homme et une jeune femme sont tués près d'Hébron après un raid israélien. Le 19 janvier, le domicile d'Imad Abu Shamsieh, un militant des droits humains, est perquisitionné tout en lui demandant d'arrêter « de filmer et de documenter ». Le 29 janvier, selon le maire par intérim d'Hébron, les forces israéliennes ont tué deux jeunes hommes et en ont blessé trois autres à Dura.
Le 15 février 2024, un garçon est tué alors qu'il rentrait de l'école. Il s'agit du 100e enfant tué par Tsahal en Cisjordanie depuis le 7 octobre 2023. Trois jeunes frères sont visés par les forces israéliennes près d'Hébron le 29 février alors qu'ils cueillaient des plantes, tuant l'un d'entre eux. Un garçon de 14 ans aurait été abattu en mai 2024. Médecins sans frontières décrit en août 2024 l’augmentation des restrictions et de la violence israéliennes contre les Palestiniens comme ayant un impact sur la santé physique et mentale des habitants d’Hébron.

### Tubas, Bethléem et Qalqilya
Le 15 décembre, Israël ouvre une enquête après la diffusion d'une vidéo par B'Tselem, montrant des soldats de Tsahal tirant à bout portant sur deux hommes non armés à Far'a.
Des raids sont signalés à Bethléem le jour de Noël. Le 6 janvier 2024, les forces israéliennes auraient mené une « opération de répression » ; le passage à tabac de trois hommes par des soldats à Bethléem est rapporté. Un dispensaire près de Bethléem est perquisitionné et cinq personnes blessées à Naplouse le 10 janvier,. Sept personnes sont blessés lors d'un raid près de Tubas. Des raids sont signalés près de Bethléem le 18 janvier, au cours desquels quatre jeunes hommes auraient été battus par des soldats.
Le 29 décembre, à Qalqilya, un garçon de 17 ans reçoit une balle dans la poitrine, puis est arrêté alors que des ambulances cherchent à lui venir en aide. Le 2 janvier 2024, des secouristes de Qalqilya sont abattus alors qu'ils tentent de secourir un homme blessé. Un jeune de 20 ans perd la vie après avoir été visé par les forces israéliennes. Un garçon de quinze ans est tué le 21 février.
Le 9 mars 2024, le maire d'Azzun déclare que les forces israéliennes ont tué 8 jeunes hommes et en ont arrêté plus de 100 depuis le 7 octobre 2023. Un garçon de 15 ans est tué par balle par les forces israéliennes en août 2024.
Cinq personnes sont tuées le 11 septembre 2024 dans des bombardements israéliens près d'une mosquée à Tubas.
Le 4 février 2025, un Tireur embusqué Palestiniens abat 2 soldats Israéliens et en blesse 8 (dont 3 grièvement) à Tubas. Il sera ensuite tué.

### Naplouse
Des explosions et des combats armés sont signalés dans le camp de Balata le 24 décembre. 35 personnes sont arrêtées lors de raids en Cisjordanie le 25 décembre. 200 maisons de Burqa sont perquisitionnées le même jour. Selon des responsables de Sebastia, les colons israéliens attaquent et détruisent des sites archéologiques. Au moins quatorze personnes sont blessées lors d'un raid à Naplouse le 9 janvier. Selon le chef du comité de service du camp de Balata, des soldats israéliens ont tué cinq hommes dans le camp le 17 janvier 2024, déclarant : « Les forces israéliennes ont kidnappé les corps de quatre de ces hommes et certaines parties du corps de Yazan al-Najmi ».Ces hommes appartenaient a une cellule combattante du fatah. Le 4 février, les forces israéliennes sont accusés d'avoir lâché un chien militaire sur un garçon de 4 ans, qui est mordu à plusieurs reprises avant d'être hospitalisé. Le 6 février, à Beit Furik, un jeune homme touché par balles meurt de ses blessures après le barrage des ambulances par Tsahal. Le 13 février, des attaques de colons israéliens contre des bergers sont rapportées.
Le gouverneur de Naplouse annonce le 18 février 2024 un bilan de 48 tués par les Israéliens depuis l'attaque du 7 octobre contre Israël. L'armée serait en train d'ériger des barrages et des points de contrôle, transformant ainsi la ville en « grande prison ». Selon le président du conseil du village de Duma, celle-ci a été bouclée par Tsahal pendant 90 jours et nécessite une intervention internationale. Un garçon de 17 ans est abattu d'une balle dans le dos lors d'un raid militaire le 29 février. Un enfant de 11 ans est tué après avoir reçu une balle dans la tête tirée par Tsahal à Burin le 4 mars. Après l'attaque d'une maison par des colons israéliens, les forces israéliennes sont déployés pour protéger les protagonistes, tirant à balles réelles et avec des grenades lacrymogènes sur les habitants voulant défendre leurs biens.
En août 2024, un ambulancier du Croissant-Rouge palestinien décède une semaine après avoir été blessé lors d'un raid israélien. Une jeune femme américano-turque est tuée par balle en septembre 2024 lors d’une manifestation contre la colonisation à Beita, près de Naplouse. Face aux protestations de plusieurs États, l'armée israélienne a reconnu avoir ouvert le feu sur les manifestants.

#### Meurtre de Bilal Saleh
Le 28 octobre, un quadragénaire palestinien, Bilal Mohammad Saleh, est tué d'un tir de fusil automatique dans la poitrine, alors qu'il cueillait des olives sur sa propriété d'As-Sawiya. L'auteur du tir mortel est un soldat en permission de l'armée israélienne, secondé par trois autres colons. La femme de Bilal Mohammad Saleh, ses frères et sœurs, ses quatre enfants et d'autres membres de sa famille qui l'aidaient dans sa cueillette ont tous assisté à la scène,. Bien que la police militaire israélienne ait arrêté le tireur, ils « n'attendent rien » de la justice israélienne, d'autant plus que cette dernière a tendance à systématiquement classer sans suite ce genre d'affaires.

### À travers la Cisjordanie
Le 31 octobre, les forces israéliennes intensifient leurs opérations dans d'autres parties de la Cisjordanie, entraînant la mort de cinq Palestiniens à Qabatiya, Tammun et Naplouse. Cela porte à 90 le nombre total de victimes en Cisjordanie depuis le 7 octobre, selon le ministère palestinien de la Santé.
Selon le Croissant-Rouge palestinien, les forces israéliennes ont tiré à balles réelles sur de jeunes manifestants à Halhul, en blessant deux, et ont effectué de nouveaux raids à Tubas, Qalqilya, Deir Abu Da'if, Jalbun et Jalqamus. Le 23 décembre, des raids sont signalés dans toute la Cisjordanie, notamment à Dheisheh, Hébron, Yatta, Beita, Qaryut, Jéricho, Ein as-Sultan et Aqabat Jabr. Le même jour, des soldats israéliens abattent un homme transportant un sac, apparemment sans raison apparente.
Le 25 décembre, les forces israéliennes détruisent une installation agricole à Salfit et ordonnent aux habitants de Yatta de cesser la construction d'une nouvelle école. Le 28 décembre, l'Autorité monétaire palestinienne annonce l'attaque de siège de six bureaux de change et la saisie d'importantes sommes d'argent par les forces israéliennes. Environ 2,5 millions de dollars sont saisis après avoir fait sauter les coffres de la banque. Des raids sont rapportées dans toute la Cisjordanie le 9 janvier 2024.
Cinq Palestiniens sont tués en Cisjordanie le 14 janvier. Des raids sont signalés dans toute la Cisjordanie le 18, le 21 et le 25 janvier, exerçant une pression économique sur les habitants et perturbant leurs moyens de subsistance. Plusieurs raids menés le 29 janvier provoquent la mort de cinq garçons et jeunes hommes en seulement 24 heures. Un raid des forces israéliennes sur Jéricho le 21 mars provoque la mort d'un jeune Palestinien.
L'agence des Nations unies pour les réfugiés palestiniens (Unrwa) annonce le 12 septembre 2024 la mort d'un de ses employés, « tué sur le toit de sa maison par un tireur d'élite » au cours d'une opération militaire israélienne dans le camp de réfugiés de Faraa.
Trois personnes, dont deux enfants, sont tuées dans une frappe de drone israélien sur la municipalité de Tammun le 8 janvier 2025.
Le 23 février, Israël annonce avoir expulsé près de 40 000 palestiniens de trois camps de réfugiés dans le nord de la Cisjordanie, l'union européenne déclare qu'elle « ne peut cacher son inquiétudes » concernant la Cisjordanie.
Le 6 avril 2025, un garçon de 14 ans est tué par des soldats israéliens. Deux autres adolescents sont blessés par balles, dont l'un grièvement. L'armée israélienne revendique avoir tiré sur des « terroristes qui jetaient des pierres ».
Le 8 mai 2025, l'armée israélienne a arrêté 45 palestiniens dont des enfants et d'anciens prisonniers dans la plupart des gouvernorats de Cisjordanie.

### Jérusalem-Est
Le 22 décembre, deux Palestiniens à Jérusalem-Est sont blessés après le tir de bombes assourdissantes et de gaz lacrymogène par les forces israéliennes. Le 29 décembre, les forces israéliennes ont utilisé du skunk (liquide chimique nauséabond), des gaz lacrymogènes et des balles en caoutchouc contre les fidèles de Wadi al-Joz (en). Le même jour, une personne aurait été blessée à la suite d'un raid israélien à Kafr 'Aqab. Un raid est signalé à Silwan, des familles rapportant le saccage de leurs maisons par les troupes israéliennes après les avoir accusées d'avoir tiré des feux d'artifice sur des colons à 2 km de là. Une fillette de quatre ans est tuée par des soldats israéliens à un poste de contrôle le 7 janvier. Un homme d'Az-Za'ayyem aurait été contraint de démolir sa propre maison.
Deux garçons de 14 et 15 ans sont tués les 5 et 12 février,. Un garçon de 13 ans est arrêté le 14 février. Un adolescent américain est tué d'une balle dans la tête par la police israélienne à Biddu. Dans un communiqué, le Département d'État américain déclare : « Nous appelons de toute urgence à une enquête rapide, approfondie et transparente, incluant l'entière responsabilité ».
Selon le chercheur Fakhri Abu Diab, la politique israélienne a appliqué une « main de fer » contre les Palestiniens de Jérusalem, les soumettant ainsi à une châtiment collectif.
En mai 2024, le bureau de l'UNRWA est fermé après un incendie criminel du bâtiment par des Israéliens, causant des « dégâts considérables ». Philippe Lazzarini, directeur de l'UNRWA, déclare que le personnel de l'ONU était harcelé, intimidé et menacé avec des armes à feu au cours des mois précédents. Le 13 mai, des Israéliens ont de nouveau attaqué le siège de l'UNRWA en provoquant des incendies volontaires, annonce HaMoked (en).
Le 8 mai 2025, la police israélienne effectue une descente dans les écoles de l'UNRWA dans le camp de réfugiés de Shuafat pour les forcer à fermer.

#### Meurtre de Rami Hamdan al-Halhuli
Un garçon de 13 ans est touché à la poitrine par les forces israéliennes et décède à Jérusalem-Est le 12 mars,. Selon les forces israéliennes, il s'agit d'une riposte à des tirs de feux d'artifice. Cette version est contredite par la vidéosurveillance qui montre l'enfant faire feu en l'air et non dans leur direction. Des affrontements entre manifestants et forces israéliennes éclatent le lendemain. Après sa mort, Itamar Ben-Gvir déclare avoir salué les troupes ayant neutralisé le prétendu « terroriste ». Israël rend la dépouille de l'enfant seulement si celui-ci est enterré de l'autre côté de la barrière israélienne de Cisjordanie. Une enquête préliminaire suggère qu'il a été tué par balle avant le lancement de son feu d'artifice. Ses funérailles ont lieu le 18 mars.

### Vallée du Jourdain
Les bergers de la vallée du Jourdain signalent des arrestations arbitraires et des violences de la part des colons depuis les attaques du 7 octobre. Les forces israéliennes prennent d'assaut le camp d'Ein el-Sultan le 1er février 2024.

### Frontière entre la Cisjordanie et la Jordanie
Le 8 septembre 2024, à la frontière entre la Cisjordanie et la Jordanie, un chauffeur de camion jordanien arrête son camion au poste frontière de Karameh. Il descend et tire 3 balles sur 3 gardes-frontières israéliens, les tuant sur le coup. Il est ensuite abattu.

## Autres exactions

### Détention de masse
Le Comité international de la Croix-Rouge exprime sa « grande préoccupation » concernant « la forte augmentation du nombre d'arrestations » en Cisjordanie occupée depuis le 7 octobre. Amnesty International critique également la « hausse des arrestations arbitraires » de Palestiniens depuis le 7 octobre. De même, le Wall Street Journal rapporte que le taux d'arrestations en Cisjordanie occupée a « plus que doublé » depuis cette date.
Le 17 octobre, Al Jazeera rapporte l'arrestation d'environ 700 personnes en Cisjordanie et à Jérusalem-Est occupée depuis le début de la guerre. Le 28 octobre, ce nombre est passé à 1 550, selon les estimations de la Société des Prisonniers Palestiniens. Le Globe and Mail rapporte qu'Israël a informé l'Autorité palestinienne de l'existence de 1 700 prisonniers, mais sans savoir où ils se trouvent, au 31 octobre. Le 6 novembre, Al Jazeera signale l'arrestation de 1 740 personnes lors de raids nocturnes depuis le début de la guerre ; la BBC rapporte le nombre total de personnes arrêtées à 2 150, selon la Société des prisonniers palestiniens,. L'Associated Press estime ce nombre à 2 280 le 8 novembre, citant la Société des prisonniers palestiniens ; le 10 novembre, The Nation rapporte que ce nombre est « d'au moins 2 200 »,.
Le 8 novembre, le nombre de Palestiniens détenus sans inculpation ni procès passe de 1 319 à 2 070 depuis le 7 octobre, selon HaMoked. Au 15 novembre, les arrestations se poursuivent en Cisjordanie, avec 54 Palestiniens arrêtés la nuit précédente lors de raids nocturnes. Le 28 novembre, Tsahal déclare au Times of Israel qu'environ 2 000 Palestiniens de Cisjordanie ont été arrêtés, tandis que les groupes de surveillance palestiniens signalent 3 290 arrestations,. Le 3 décembre, la Société des prisonniers palestiniens signale 3 480 arrestations, Tsahal en signalant 2 150 au 4 décembre et 3 450 au 6 décembre,.
Al Jazeera rapporte qu'au 10 janvier 2024, près de 6 000 Palestiniens ont été arrêtés en Cisjordanie depuis le 7 octobre 2023. On estime que 3 000 personnes sont en détention administrative.
Les détenus arrêtés à Deir Abu Mash'al décrivent leur expérience d'arrestation par les forces israéliennes : porte-à-porte, bandage des yeux, mains attachées et transfert dans un bâtiment ouvert pour interrogatoires.
Deux réalisateurs et un employé du Freedom Theatre sont arrêtés par Tsahal, l'un d'eux ayant déclaré : « Ils nous ont traités comme des animaux. Ils essaient de nous faire du mal par tous les moyens ». Un réalisateur, Mostafa Sheta, demeure en détention ; il aurait été détenu dans la prison militaire de Megiddo, dans le nord d'Israël. Le Royal Court Theatre a répondu aux informations en exigeant la libération des hommes. Le 22 février 2024, les forces israéliennes arrêtent le président du conseil des étudiants de l'université de Beir Zeit. Plus de soixante étudiants ont été arrêtés depuis le 7 octobre. En mars 2024, des images authentifiées montrent des soldats israéliens arrêtant un groupe de Palestiniens, attachés avec une corde et traînés.
En juillet 2024, PEN International condamne la détention de la présidente de l'association Hanan Awwad (en) à Jérusalem-Est.
Le 7 janvier 2025, au moins 45 Palestiniens, dont un enfant et deux femmes, sont arrêtés par les forces d'occupation israéliennes en Cisjordanie. Ces arrestations se sont accompagnées, selon la Société des prisonniers palestiniens, de raids généralisés et d'abus, d'attaques et de menaces contre les détenus et leurs familles, ainsi que d'actes de vandalisme et de destruction dans les maisons de Palestiniens.
Au mois d’avril 2025, 530 personnes ont été arrêtées en Cisjordanie, dont 60 enfants et 18 femmes, selon le Club des prisonniers palestiniens. Depuis le 7 octobre 2023, l’association a recensé « environ 17 000 arrestations » en Cisjordanie. En parallèle, les témoignages qui lui parviennent des prisons font état de « passages à tabac », « actes de torture », « privations des besoins fondamentaux » (traitements médicaux, nourriture), « isolement ».

### Violence des colons
Les cas de violence des colons juifs contre les Palestiniens se sont multipliés après l’attaque du 7 octobre. Selon les Nations unies au 13 décembre, huit Palestiniens ont été tués par des colons depuis le 7 octobre. Même avant la guerre, les colons colonialistes avaient été autorisés à agir en toute impunité et la plupart des crimes restaient impunis. Ils auraient été autorisés et même protégés par les soldats israéliens lors de leurs attaques,,. B'tselem qualifie la violence des colons d'« outil informel » de Tsahal, puisque les colons et les soldats mènent des opérations conjointes contre les Palestiniens. David Ignatius, un journaliste américain, décrit la situation en Cisjordanie comme « un modèle de domination et d'abus israéliens ». Le 25 décembre, au moins huit Palestiniens sont blessés lors d'attaques de colons. Le 27 décembre, l'UNOCHA signale 367 attaques de colons israéliens contre des Palestiniens depuis le 7 octobre. Le 27 décembre, le Shin Bet rapporte que les colons israéliens envisageaient d'invoquer le rodef (en) contre le général Yehuda Fox (en) pour avoir confisqué des armes illégales et arrêté des colons violents,.
Dans de nombreux cas, les colons se font passer pour des soldats israéliens en uniforme, ce qui confond et intimide davantage les Palestiniens. Plus de 2 000 Palestiniens ont été déplacés en raison des menaces et des violences. Le 28 décembre, le Patriarcat arménien de Jérusalem signale que 30 colons israéliens armés ont attaqué des membres du clergé dans le quartier arménien de Jérusalem-Est. Le 5 janvier 2024, La Paix maintenant (mouvement extra-parlementaire israélien) signale une forte augmentation de mise en place de barrages routiers, de clôtures et d'avant-postes par les colons. Le 15 janvier, des colons commettent des incendies criminels, jettent des pierres et vandalisent des biens à Deir Sharaf, Qalqilya et Turmus Ayya. Le 16 janvier, selon l'analyste Aref Daraghmeh, les colons utilisent la violence pour s'emparer de la vallée du Jourdain. Des colons israéliens à Naplouse auraient incendié une distribution automobile le 23 janvier. Au total, 120 attaques de colons sont signalées en janvier 2024. Le 12 février, Yesh Din (en) signale une attaque de colons contre Asira al-Qibliya.
Netta Amar Shiff, avocate juive spécialisée dans les droits de l'homme et représentant les Palestiniens de Cisjordanie, estime que l'infrastructure juridique des territoires occupés permet « aux colons de faire ce qu'ils veulent ». Le 13 février, des colons d'Yitzhar tirent sur deux Palestiniens et lancent des cocktails Molotov à Asira al-Qibliya. Le 17 février, deux enfants sont battus lors d'une attaque de colons à Hébron. La Paix maintenant écrit : « La violence des colons n'est pas un incident isolé mais plutôt une partie d'une stratégie organisée visant à déposséder les Palestiniens de leurs terres ». Selon le cofondateur de Youth Against Settlements (en), les colons extrémistes ont été recrutés dans les unités de l'armée israélienne opérant dans Hébron, contrôlant désormais la vie des résidents palestiniens. Le gouverneur de Naplouse signale une augmentation de 200 % de la violence des colons.
Le 21 février, une attaque de colons est signalée à Asira al-Qibliya. Le 25 février, des colons de Jéricho prennent d'assaut une communauté bédouine pour leur voler leurs moutons. Le 29 février, le maire d'Al-Lubban ash-Sharqiya déclare : « Les colons sont dans les rues et tentent d'attaquer les maisons [palestiniennes] ». Le 4 mars, un responsable de l'Autorité palestinienne estime que les attaques de colons ont augmenté à la suite des sanctions occidentales contre les colons israéliens violents. Selon Ghassan Daghlas, le gouverneur de Naplouse, les attaques des colons israéliens se produisent « sous l'œil vigilant des soldats israéliens ». Les Nations Unies rapportent avoir enregistré un nombre « inquiétant » de 603 attaques de colons israéliens contre des Palestiniens depuis le 7 octobre.
En avril 2024, les « déchaînements » des colons israéliens contre les Palestiniens auraient fait de nombreuses victimes, déclenchés par le meurtre d'un adolescent israélien (Benjamin Achimeir) en Cisjordanie lors, selon Israël, d'une attaque présumée de combattants palestiniens. À Al-Mughayyir, la violence est décrite comme « la pire dont on puisse se souvenir ici ». Human Rights Watch déclare : « Les colons et les soldats ont déplacé des communautés palestiniennes entières, détruisant chaque maison, avec le soutien apparent des plus hautes autorités israéliennes ».

### Déplacement forcé de population
Selon le Bureau des Nations Unies pour les affaires humanitaires (OCHA), les forces israéliennes ont démoli des structures résidentielles à Furush Beit Dajan et Deir Ballut le 25 décembre. L'ONU signale la démolition de 1 094 structures et le déplacement de 2 127 Palestiniens en 2023. Le 27 décembre, l'OCHA déclare que depuis le 7 octobre, 1 208 personnes ont été déplacées en raison de la violence des colons, 393 en raison de l'absence de permis de construire israéliens, 95 pour des raisons punitives et 483 en raison de démolitions par l'armée. Le 15 janvier 2024, le nombre de personnes déplacées en raison des destructions militaires est passé à plus de 600.
En février 2024, un militant palestinien dont la maison familiale à Jérusalem-Est a été détruite par Israël déclare : « Les autorités israéliennes veulent débarrasser [Jérusalem] des Palestiniens et modifier l'ethnie de la population. »,. Selon le porte-parole du département d'État américain, les démolitions « nuisent à la position d'Israël dans le monde ». Le 29 février, La Paix maintenant rapporte la saisie par le gouvernement israélien d'une vaste étendue de terre, menaçant trois communautés palestiniennes. L'OCHA rapporte la démolition de maisons d'au moins 155 Palestiniens rien qu'en janvier et février 2024. Fin mars 2024, l'OCHA signale le déplacement de 1 640 personnes en Cisjordanie et à Jérusalem-Est depuis le 7 octobre. Selon l'Organisation de libération de la Palestine, 25 communautés bédouines ont été déplacées par Israël depuis le 7 octobre.
Allegra Pacheco, la directrice du Consortium de protection de la Cisjordanie, un groupe d’ONG internationales qui tente d’éviter le transfert forcé de communautés isolées, souligne en mars 2025 qu'en un an et demi, « trente-huit communautés palestiniennes ont été partiellement ou complètement chassées de chez elles. Nous n’avons jamais vu de tels chiffres. Israël crée un environnement coercitif qui ne laisse pas d’autre choix aux gens que de quitter leurs maisons et leurs terres car y vivre devient impossible ». Les déplacements forcés de population sont destinés à permettre à l’État israélien d'annexer de nouvelles portions du territoire palestinien.
Plus de 44 000 Palestiniens ont été déplacés de force en janvier et février 2025 selon l'OCHA. La grande majorité d'entre eux ont été déplacés à cause de l'opération israélienne « mur de fer » visant les camps de réfugiés du nord de la Cisjordanie. En outre, 2 765 personnes ont été déplacées parce que les forces israéliennes ont détruit leurs maisons, tandis que 837 ont été déplacées du fait de la violence des colons et des restrictions d'accès, selon le rapport.

### Liberté de mouvement
Dror Sadot, la porte-parole de l'ONG israélienne B'Tselem, souligne que d’autres facteurs s’ajoutent aux interventions armées : « Depuis le 7 octobre, Israël durcit son contrôle de la Cisjordanie. Cela concerne aussi les entraves à la liberté de mouvement, avec les checkpoints fixes ou mobiles, et cela entraîne une peur de se déplacer au sein même des territoires. »

### Nouvelles expropriations
Le gouvernement israélien a approuvé de nouvelles expansions dans Jérusalem-Est occupée pendant la guerre. Le 14 décembre, selon Amichai Chikli, ministre de l'Égalité sociale, les colonies israéliennes dans la bande de Gaza sont une possibilité « dans certaines zones où cela a du sens »,. Le 30 décembre, le ministre israélien des Finances, Bezalel Smotrich, déclare que « l'avenir » des colonies de Gaza seront déterminé après la guerre. Le 4 janvier, le ministre israélien de la Défense Yoav Gallant annonce qu'Israël n'aura pas de « présence civile » à Gaza après la guerre mais conservera toutefois un « mouvement militaire sans restriction ». Le 7 janvier, les colonies israéliennes à Gaza sont «à l'ordre du jour» annonce Itamar Ben-Gvir. Le 8 janvier, un groupe de députés rencontre l'organisation pro-implantation Nachala pour discuter des projets de construction de futures colonies juives à Gaza. Israël approuve la construction de 700 nouvelles colonies à Jérusalem-Est le 9 janvier 2024.
Le ministre israélien du Tourisme, Haim Katz, ainsi que d'autres membres du parti Likoud, annoncent la tenue d'une conférence pour les colonies israéliennes à Gaza en réponse aux attaques du 7 octobre. La conférence s'est tenue le 28 janvier et a réuni à la fois des ministres israéliens et des membres du Parlement. Ir Amim (en) rapporte le 11 février que 17 colonies comptant environ 8 400 logements ont été approuvées à Jérusalem-Est depuis le début du conflit. Le 22 février, Bezalel Smotrich approuve la construction de 3 344 nouveaux logements pour colons en Cisjordanie. Ces expansions sont condamnées par de nombreux pays,,.
En mars 2024, les ventes de propriétés en Cisjordanie sont encouragées à l'échelle internationale avec des événements organisés dans des synagogues aux États-Unis et au Canada. Après l'annonce du gouvernement israélien en mars 2024 concernant la confiscation de 800 hectares de terres en Cisjordanie, l'organisation de surveillance israélienne La Paix maintenant déclare qu'il s'agit de la plus grande saisie de terres depuis l'adoption des accords d'Oslo de 1993. Le ministère des Affaires étrangères palestinien condamne l'expropriation comme faisant partie du « vol » de la patrie palestinienne par Israël.
Le 31 mars 2024, Smotrich annonce l'élargissement d'une colonie israélienne à Wadi Auja (en), la qualifiant de « réponse sioniste appropriée » à une attaque contre les Israéliens dans la vallée du Jourdain. Yitzhak Wasserlauf, un responsable du cabinet israélien, déclare : « Une victoire totale signifie un retour à la colonisation » de la bande de Gaza.
En mars 2024, des promotions internationales pour la vente de propriétés en Cisjordanie se seraient déroulées aux États-Unis et au Canada dans des synagogues locales. Le 10 mars, des colons israéliens de la vallée du Jourdain ont construit des colonies illégales dans le village d'Ein al-Sakout. Les « colonies pastorales », ou la saisie de terres de pâturage par les colons israéliens, se sont multipliées après le 7 octobre. Entre octobre 2023 et janvier 2024, les colons de Cisjordanie ont construit au moins 15 nouveaux avant-postes et 18 routes.
Le 25 juin 2024, les autorités israéliennes ont désigné 1270 hectares de la vallée du Jourdain comme « propriété du gouvernement ». La zone désignée par cette déclaration est la plus vaste depuis les accords d’Oslo. D'autre part, le 27 juin, les autorités israéliennes ont annoncé la « légalisation » de cinq colonies sauvages en Cisjordanie.

## Impacts

### Éducation et économie
Le 31 janvier 2024, un porte-parole du Fatah à Qalqilya déclare que les incursions israéliennes ont des impacts économiques sur la Cisjordanie : « Les résidents souffrent économiquement des fermetures continues, alors que les forces d'occupation continuent de fermer les magasins et d'imposer un siège de la ville ».
Le ministère palestinien de l'Éducation rapporte qu'en raison de la multiplication des raids israéliens et des attaques des colons, de nombreuses écoles en Cisjordanie sont contraintes de cesser leurs activités.
Les terres agricoles et les infrastructures civiles sont régulièrement détruits lors des raids.

### Sanctions
Le 30 janvier, le président américain Joe Biden signe un décret autorisant les États-Unis à imposer des sanctions envers les colons israéliens, incluant hommes politiques et responsables gouvernementaux israéliens impliqués dans des attaques violentes contre des Palestiniens. Biden avait auparavant ordonné aux secrétaires d’État et au Trésor de se préparer à d’éventuelles sanctions contre les individus ou entités israéliens impliqués dans les violences contre les Palestiniens en Cisjordanie. Le ministre israélien des Finances, Bezalel Smotrich, se montre critique envers celui-ci, dénonçant « un mensonge antisémite ». Le ministre israélien de la Sécurité nationale, Itamar Ben-Gvir, fit l'éloge des colons sanctionnés, les qualifiant d'« héroïques ». Benyamin Netanyahou critique les sanctions et les estiment inutiles. À la suite des sanctions américaines, des collectes de fonds en ligne ont permis de collecter des centaines de milliers de dollars pour les colons.
Le 4 février 2024, la ministre canadienne des Affaires étrangères Mélanie Joly annonce des sanctions prochaines qu'imposeront son gouvernement aux colons extrémistes. Le Royaume-Uni annonce également des sanctions contre les quatre colons. Le 13 février, la France déclare imposer des sanctions contre 28 colons ayant eu recours à la violence contre des Palestiniens en Cisjordanie. Le ministre espagnol des Affaires étrangères, José Manuel Albares, déclare que l'Espagne appliquera des sanctions contre les colons si l'Union européenne ne parvient pas à un accord. Le 18 mars, l'UE accepte à l'unanimité la mise en place de sanctions contre les colons israéliens faisant preuve de violence à l'égard de Palestiniens.
Les sanctions américaines contre les groupes de colons les plus radicaux sont annulées par Donald Trump dès son retour au pouvoir en janvier 2025. Dans la foulée, des colons attaquent plusieurs villages palestiniens de Cisjordanie, incendiant des commerces et des voitures.

### Enquêtes
À la suite du meurtre d'un enfant palestinien à Jérusalem-Est par la police israélienne, le policier concerné est interrogé, ce qui conduit le ministre de la Sécurité nationale, Itamar Ben-Gvir, à qualifier cet interrogatoire de « scandaleux » et d'« honteux ». En réponse, la procureure générale d'Israël, Gali Baharav-Miara, déclare : « Les enquêtes criminelles, y compris celles des policiers, sont menées en toute indépendance. Toute intervention de votre part, directement ou indirectement, est une violation de la loi [...] ».

## Crimes de guerre
Pendant la guerre, l’armée israélienne est de plus en plus active en Cisjordanie. Selon Amnesty International, Israël viole le droit international humanitaire en utilisant une force disproportionnée lors d'opérations policières, en bloquant l'assistance médicale aux personnes nécessitants une intervention d'urgence, en visant délibérément les ambulanciers et en procédant à des homicides illégaux. Erika Guevara Rosas (en), directrice de la recherche mondiale à Amnesty, déclare : « Ces homicides illégaux constituent une violation flagrante du droit international relatif aux droits de l'homme et sont commis en toute impunité ». Le 5 mars, le Croissant-Rouge palestinien dénombre 427 violations de sa mission médicale par Israël en Cisjordanie.
À la suite de la démolition de la maison familiale d'un combattant palestinien à Jérusalem-Est – dans le cadre d'une vaste opération de déplacements forcés en Cisjordanie – le Service d'action extérieure de l'Union européenne estime que « de tels actes constituent une violation du droit humanitaire international ». Cet action de Tsahal est condamnée par George Noll, chef du Bureau américain des affaires palestiniennes. À la suite de l'approbation israélienne sur la prise d'environ 3 500 nouvelles localités illégales en Cisjordanie, le chef des droits de l'homme de l'ONU, Volker Türk, estime que le transfert de la population israélienne vers les territoires occupés constitue un « crime de guerre au regard du droit international »,.
Le 13 mars, le ministère des Affaires étrangères palestinien condamne le meurtre de six civils une seule journée, dont des enfants. Il dénonce des « crimes de guerre et des crimes contre l'humanité selon le droit international ». En mai 2024, Human Rights Watch déclare : « Les forces de sécurité israéliennes [...] ont tué des Palestiniens sans base légale en Cisjordanie, y compris en exécutant délibérément des Palestiniens qui ne représentaient aucune menace apparente ».

## Réactions

### Palestiniennes
Le 28 décembre, Moustafa Barghouti, secrétaire général de l'Initiative nationale palestinienne, déclare que les raids israéliens en Cisjordanie font partie d'un plan visant à réoccuper complètement le territoire. Volker Türk, le Haut-Commissaire des Nations Unies aux droits de l'homme, se déclare troublé par le recours à des tactiques militaires, une force disproportionnée et des restrictions de mouvement en Cisjordanie et à Jérusalem-Est. Les habitants de Cisjordanie auraient été frustrés par le manque de couverture internationale des incursions sur le territoire, affirmant que cela permet à Tsahal « d'opérer en toute impunité ». « La pression financière d'Israël sur la Cisjordanie est une tentative de la chasser de Gaza » et « les choses pourraient s'envenimer en Cisjordanie » si la détérioration des conditions n'est pas résolue, dénonce le Premier ministre palestinien Mohammad Chtayyeh. Le 9 janvier, le ministère palestinien des Affaires étrangères avertit que les actions militaires israéliennes et la violence des colons menacent de « pousser la Cisjordanie dans un cycle de violence incontrôlable ». Le journaliste Mohammed Jamjoom estime à 40 le nombre de raids violents par jour en Cisjordanie, ceux-ci faisant « partie du tissu de la vie quotidienne ».
Selon les Palestiniens de Cisjordanie, l'armée israélienne utilise régulièrement des bulldozers pour détruire les routes et les infrastructures, décrivant ce processus comme une forme de châtiment collectif. À la suite de l'émission de mesures provisoires par la Cour internationale de justice dans l'affaire Afrique du Sud c. Israël, les habitants de Cisjordanie expriment leur déception sur le manque d'appel à un cessez-le-feu immédiat, tout en exprimant leur crainte : « La décision de La Haye pourra davantage aggraver la violence de l'armée israélienne et des colons en Cisjordanie ». Le 4 février, un défenseur d'Al-Haq déclare : « La communauté internationale a donné à Israël [le feu vert] pour faire ce qu'il veut, sans aucune forme de responsabilité ». « Nous ne sommes pas très loin d'une explosion », dénonce le Premier ministre palestinien Mohammad Chtayyeh.
Les résidents de Cisjordanie déclarent avoir le sentiment d'être « forcés de s'installer dans des îles ». Selon Nidal Naghnaghiyeh, un responsable local du camp de Jénine, les forces israéliennes ont une « politique systémique consistant à tuer des jeunes hommes » à Jénine. Selon le ministère palestinien des Affaires étrangères, les points de contrôle israéliens ont transformé la Cisjordanie « en une prison où les forces israéliennes et les colons peuvent faire ce qu'ils veulent ». En avril 2024, Al-Haq, le Centre Al Mezan pour les droits de l'homme (en) et le Centre palestinien pour les droits de l'homme citent dans une déclaration commune : « Les violentes attaques de l'armée israélienne et des colons se sont intensifiées en intensité et en ampleur ».

### Israéliennes
Un rapport de Yesh Din (en) note une augmentation de la violence des colons en Cisjordanie depuis le 7 octobre, les forces de l'ordre israéliennes n'ont cependant procédé à aucune arrestation. L'armée israélienne décrit la situation en Cisjordanie comme « échappant à tout contrôle ».
Les militants israéliens de défense des droits de l'homme cherchent à empêcher ce qu'ils appellent un nettoyage ethnique en Cisjordanie. Mistaclim, un groupe d'activistes israéliens, qualifie la violence des colons de « terrorisme juif ».
L’ONG B’Tselem parle de « gazaïfication » dans un rapport publié le 11 mars 2025 pour décrire l’importation en Cisjordanie de méthodes militaires israéliennes jusqu’alors réservées à la bande de Gaza : frappes aériennes, déplacement forcé de populations et assouplissement tacite des règles de tir qui ont conduit à l’augmentation du nombre de mineurs tués. « Le mépris total d’Israël pour le droit international dans la guerre à Gaza se manifeste désormais aussi en Cisjordanie », a dénoncé la directrice exécutive de B’Tselem, Yuli Novak.

### Organisations internationales
Selon un responsable des Nations Unies, le manque de responsabilité et « l'impulsion des responsables israéliens » conduisent à une augmentation de la violence des colons. Ce qui se passe en Cisjordanie est « choquant » et constitue une violation du droit humanitaire international, dénonce Micheál Martin, le vice-Premier ministre irlandais. Le 18 janvier, le HCDH demande une enquête indépendante sur le nombre croissant d'homicides « injustifiés » en Cisjordanie. Le 19 janvier, le chef de l'UNRWA, Philippe Lazzarini, avertit que la Cisjordanie est témoin de ses plus hauts niveaux de violence dans « un cycle tragique de douleur et de souffrance ». Selon Mustafa Barghouti au 20 janvier, l'objectif des colons israéliens est le nettoyage ethnique. L'Organisation Al-Baidar pour la défense des droits des Bédouins, un groupe de défense des droits civiques, dénonce un nettoyage ethnique et un déplacement forcé de ses communautés par des soldats et des colons israéliens. L'UNICEF rapporte le 28 janvier « une peur et un chagrin constants » des enfants vivant dans la région.
Le Haut-Commissaire de l’ONU aux droits de l’homme, Volker Türk, a dénoncé en septembre 2024 l’escalade de la violence en Cisjordanie : « En Cisjordanie, des opérations meurtrières et destructrices, dont certaines sont d’une ampleur inégalée au cours des deux dernières décennies, aggravent une situation calamiteuse, déjà exacerbée par les violences meurtrières de colons ».

### Internationales
« Israël est responsable de la protection des Palestiniens de Cisjordanie », rappelle la ministre allemande des Affaires étrangères Annalena Baerbock. Selon Melani Cammett (en), politologue américaine, l'intensification des combats en Cisjordanie indique que la guerre « est loin d'être terminée ». Le 18 janvier, la ministre australienne des Affaires étrangères, Penny Wong, se rend en Cisjordanie occupée, déclarant : « L'Australie est profondément préoccupée par la violence continue des colons contre les Palestiniens en Cisjordanie ». Le 1er mars, la directrice de l'USAID, Samantha Power, déclare : « Les attaques répétées des colons israéliens extrémistes [...] ont provoqué une onde de choc de peur. Cette violence est intolérable et doit cesser ». Le 12 mars, le gouvernement jordanien condamne le meurtre de deux de leurs citoyens en Cisjordanie.